# Цорионти, Резван Каурбекович
Резва́н Каурбе́кович Цорио́нти (4 марта 1936, Лескен, СОАССР, РСФСР, СССР — 21 февраля 1997, Владикавказ, Российская Федерация) — советский осетинский и российский композитор. Заслуженный деятель искусств СОАССР(1980).

## Биография
Родился 4 марта 1936 года в с. Лескен Ирафского района, Северо-Осетинской АССР.
- В 1959 году окончил Орджоникидзевское училище искусств, где учился на отделении хорового дирижирования (класс З. А. Дзуцати).
- В 1964 году окончил Ереванскую государственную консерваторию им. Комитаса по классу композиции (класс Г. Е. Егиазаряна). Участвовал в международных музыкальных фестивалях в Болгарии (1973) и Индии (1987).
- В 1970—1984 гг. — ответственный секретарь Союза композиторов СОАССР.
- В 1984—1987 гг. — председатель правления СК СОАССР.
- В 1975 году организовал фольклорный ансамбль «Чепена».
- В 1991 году основал детский фольклорный ансамбль при Республиканском лицее искусств.

Член Союза композиторов СССР с 1966 года.
Скончался 21 февраля 1997 года у себя дома, в г. Владикавказ. Похоронен на Аллее Славы.

## Творчество
Произведениям Резвана Цорионти присуща суровая, маршеобразная музыка, присутствующая как в песнях, так и симфониях, увертюрах и операх. Тематика в основном, соцреалистическая и народная, например: «Приветственная увертюра» посвящена 70-летию Октябрьской революции, оратории о героях труда, войны, посвящены их трудовому и военному подвигу. Его перу принадлежат ряд опер на национальные осетинские темы. Он много писал музыку на стихи как советских осетинских, так и классических авторов. В последние годы Р. Цорионти трудился над оперой «Прометей» по пьесе Мустая Карима, но так её и не закончил.

## Сочинения

### Оперы
- «Поляна влюбленных» (опера-балет) (либретто Ц. Хамицаева, написана в 1973 г., поставлена в 1996г)
- «Зов Земли» (либретто П. Урумова, 1992)
- «Прерванная песня» (либретто С. Кайтова, 1975)
- «Трасса юности» (либретто А. Гангова, Ю. Лекова, 1979)
- «Проделки Дзеногка» (либретто Л. Макиева, 1978);
- «Прометей» (либретто Мустая Карима, 1997) неокончена

### Вокально-симфонические
- Оратория «Слава труду» (слова Г. Плиева, 1964)
- Героическая поэма-оратория «Сказ об осетинском народе» (слова В. Малиева, 1970)
- вокально-хореографическая сюита «Осетия танцует симд» (1975);
- «Счастье народа», слова Д. Дарчиева, 1971)
- «Тебе, Осетия» (слова Ф. Валиева, 1970) и другие;

### Для голоса с фортепиано
- «Молодёжная» (слова Т. Кертанова, 1960)
- «Трудовая песня» (слова Б. Муртазова)
- «Песня строителей» (слова Г. Цагараева, 1963)
- «Величальная» (слова В. Малиева, 1967)
- «Весенняя песня» (слова А. Бекмурзова, 1970)
- «Выгляни, красавица, в окно» (слова В. Малиева)
- «Песня изобилия» (слова Р. Ханикаева)
- «Песня всадника» (слова Гагиева)
- «Посвящение в рабочие» (на слова А. Гангова)
- «Спору нет» (на слова А. Гангова)
- «Горская пляска» (на слова А. Гангова)
- «Песня о вечернем Орджоникидзе» (на слова А. Голика)
- «Мчится Терек» (на слова Б. Дубровина)
- «Детям — цветенье радуг» (на слова Лукьяненко) и другие;

### Для хора a cappella
- «Новогодняя песня» (стихи К. Хетагурова, 1960)
- «Утес» (стихи К. Хетагурова, 1962)
- «Свадебная» (слова В. Малиева, 1965)
- «Гагкайты Алиханы зараег» (слова М. Дзасохова)
- «Хъантемыраты Алыбеджы зараег» (слова Г. Цагараева)
- «Гасанты аефсымаерты зараег» (слова Г. Цагараева)
- «Махъоти Алихани зар» (слова Т. Кертанова) и другие;

### Инструментальные
- «Приветственная увертюра» (1977)
- Концерт для фортепиано с оркестром «Сказка» (1975)
- Концерт для фортепиано с оркестром «Танец»(1975)
- Концерт для трубы с оркестром (1981)
- Струнный квартет (1965)
- «Юбилейная Кантемировская увертюра» для оркестра цирка (1972) и другие;
- Сборник пьес для фортепиано: «Колыбельная», «Хонга», «Состязание», «Грустная песенка», «Канон», «Шутка», «Колыбельная», «Танец», «Песня», «Сказка», «Танец», «Марш» (Орджоникидзе, 1983)
- Ирон кафты цаегъдтытае (Осетинские танцевальные мелодии, 1983)

### Награды
- Заслуженный деятель искусств СОАССР (1980)

## Семья
- Супруга — Эмилия Цорионти (урождённая Тавитова)
- Сын — Аркадий Цорионти, композитор, автор гимна Республики Северная Осетия — Алания.
- Дочь — Диана Цорионти